# Estados Gerais de 1588-1589
Os "Estados Gerais", convocados pelo Rei Henrique III de França em 1588, tiveram lugar em Blois e foram marcados pela vontade dos membros da Liga Católica de obter o controle efetivo sobre o Conselho do Rei, com a finalidade de fazer com que Henrique III fosse sucedido por Henrique I de Guise, chefe da Liga, em detrimento de Henrique de Navarra, marido de Margarida de Valois, irmã do rei. Terminam com o assassinato, por ordem do rei, do Duque de Guise e, em seguida, de seu irmão, o Cardeal de Guise.